# Узбекски език
Узбекският език (самоназвание: Oʻzbek tili, Ўзбек тили) принадлежи към тюркското езиково семейство.
Той е официален език на Узбекистан и е роден език за узбеките – преобладаващата част от населението му (около 30 млн. души), но е разпространен и в съседните на Узбекистан държави, където живеят етнически узбеки: Таджикистан (около 1,2 млн. души), Киргизия (около 1 млн. души), Казахстан, Афганистан, Туркменистан и Китай. От граматическа и лексикална гледна точка е най-близък до уйгурския език.

## История
Узбекският език е разпространен на територията на древните средноазиатски държави Бактрия, Согдиана и Хорезъм. Тюркоезични племена се заселват в долините на реките Амударя, Сърдаря и Зеравшан около през 7 – 8 век, като изместват или асимилират по-старото ираноезично население. В периода 9 – 12 век тези области се управляват от династията на Караханидите, чиито елит е тюркоезичен. По време на управлението на Чагатай хан, Тимур и неговите наследници (Тимуридите) има разцвет на литературата, която се създава въз основа на местните тюркски народни говори (затова литературната норма от тази епоха се нарича в тюркологията с общото название чагатайски език). Връх в развитието на тази литературна традиция е творчеството на поета Алишер Навои (15 – 16 век). Съвременният узбекски език е далечен наследник на чагатайския език, приел голям брой персийски и арабски заемки.
Наименованието узбекски в съвременния смисъл се появява след създаването на СССР и заменя по-старите етнически самоназвания на местното население. Преди 1921 като узбекски е означаван говорът на наследниците на преселилото се през 16 век в района на Самарканд и Бухара къпчакско население, който е бил близък до казахския език. Говорът на по-старото население (сарти) във Ферганската долина, Ташкент и някои части на Самаркандска област е бил от карлукски тип и се характеризира с по-силно персо-арабско влияние. В Хива се е употребявал огузки говор със силен персийски примес. След 1921 г. самоопределението сарти се премахва от съветската власт, която обявява уседналото тюркоезично население на Тюркестан за узбеки. Книжовният узбекски език, се създава въз основа на сартските говори от Ферганската долина, за които е характерна липсата на типичната за тюркските езици вокална хармония (синхармонизъм). Във фонетиката, граматиката и речниковия състав се забелязва особено силно влияние на персийския език. Голяма част от арабизмите в узбекския език са заети чрез персийския. По времето, когато Узбекистан влизаше в състава на СССР, узбекският език бива подложен на силно руско влияние. След обявяването на независимостта на Узбекистан има стремеж към изчистване на езика, преди всичко от руските заемки. Афганският диалект се различава от класическия узбекски най-вече по отсъствието на руско влияние и по-голямо влияние на персийския и някои афгански езици. Хорезмийският диалект е по-близък като фонетика и речник до туркменския език. В диалектите на Бухара и Самарканд са навлезли многобройни таджикски заемки.

## Азбука
Както и другите езици в Средна Азия, преди 1924 г. узбекският използва арабската азбука, но много малка част от населението е грамотна. След създаването на Узбекската ССР за целите на комунистическата пропаганда се създава писменост въз основа на латинската азбука. По времето на Сталин тя бива изместена от вариант на кирилицата. След 1992 г. постепенно започва повторна употреба на латинска азбука.
латински вариант:
Aa Bb Dd Ee Ff Gg Hh Ii Jj Kk Ll Mm Nn Oo Pp Qq Rr Ss Tt Uu Vv Xx Yy Zz Oʻoʻ Gʻgʻ Shsh Chch ʼ
кирилски вариант:
Аа Бб Дд Ее Ээ Фф Гг Ҳҳ Ии Жж Кк Лл Мм Нн Оо Пп Ққ Pp Сс Тт Уу Хх Йй Зз Ўў Ғғ Шш Чч ъ

## Речник
Под влияние на Исляма навлизат много думи от арабски чрез персийски. От персийски са заети някои продуктивни словообразувателни модели: представка бе- „без“ (бе-соч „плешив“, „без коса“ соч, бе-суяк „обезкостен“), окончание -дон за обозначаване на съдове (ўқдон „колчан“, қаймоқдон „съд за сметана“) и други. Под влиянието на руския език има много руски думи.

## Примерен текст
Чл.1 от Всеобща декларация за правата на човека
| Узбекски на латиница | Узбекски на кирилица | Български |
| --- | --- | --- |
| Barcha odamlar erkin, qadr-qimmat va huquqlarda teng boʻlib tugʻiladilar. Ular aql va vijdon sohibidirlar va bir-birlari ila birodarlarcha muomala qilishlari zarur. | Барча одамлар эркин, қадр-қиммат ва ҳуқуқларда тенг бўлиб туғиладилар. Улар ақл ва виждон соҳибидирлар ва бир-бирлари ила биродарларча муомала қилишлари зарур. | Всички хора се раждат свободни и равни по достойнство и права. Те са надарени с разум и съвест и следва да се отнасят помежду си в дух на братство. |